# Rativates

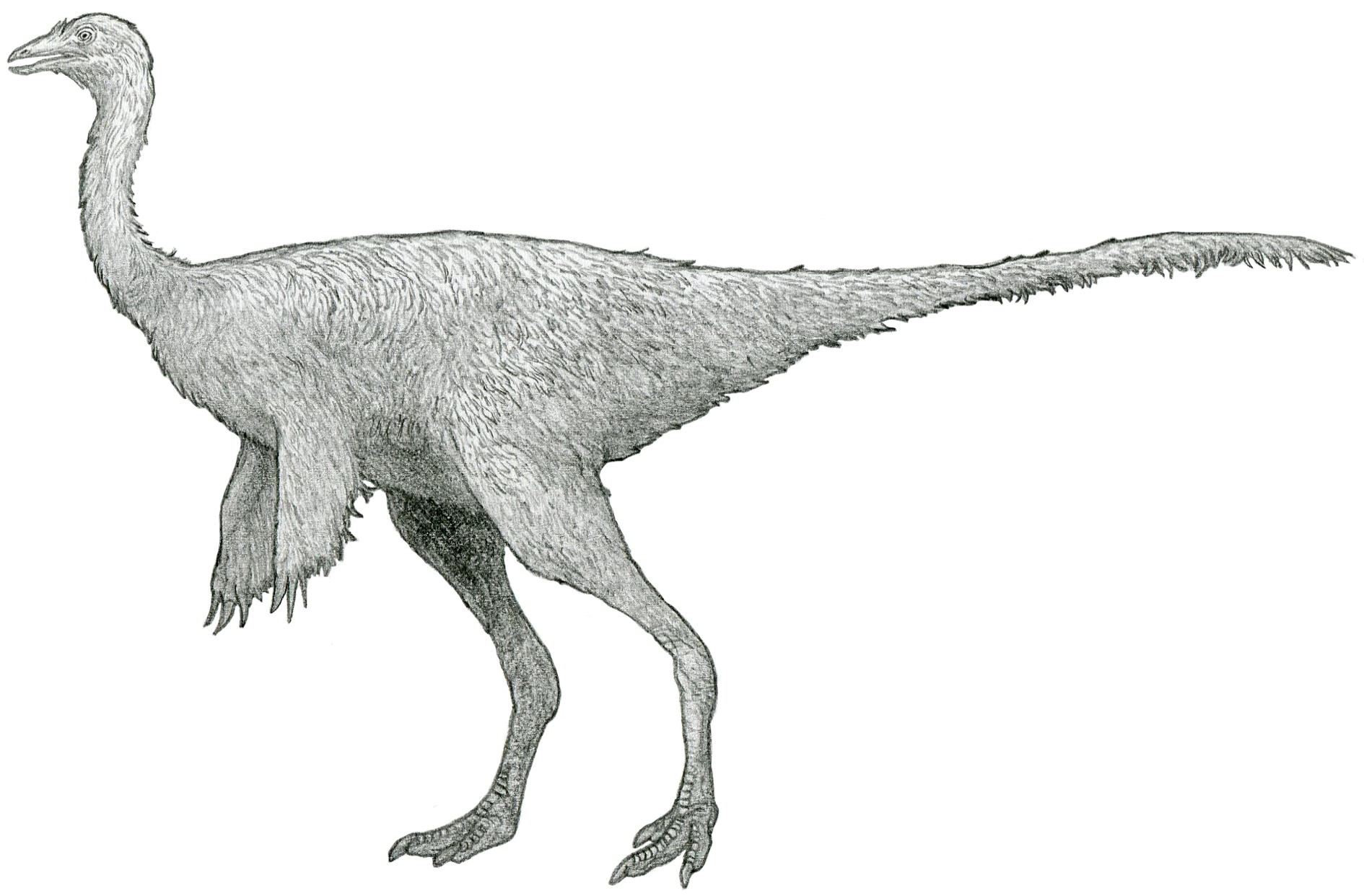
Rativates evadens

Rativates evadens is een theropode dinosauriër, behorend tot de Maniraptoriformes, die tijdens het late Krijt leefde in het gebied van het huidige Canada.

## Vondst en naamgeving
In 1934 vond Levi Sternberg het skelet van een kleine ornithomimide in Quarry N° 028 bij de Red Deer River in het gebied van het huidige Dinosaur Provincial Park. In 1950 wees hij dit toe aan Struthiomimus. In 1972 werd dit bevestigd door Dale Alan Russell die zijn reconstructie van de schedel van Struthiomimus altus ten dele baseerde op de schedel van het specimen. Verder werd het skelet nooit beschreven.
In 2016 werd de typesoort Rativates evadens benoemd en beschreven door Bradley McFeeters, Michael J. Ryan, Claudia Schröder-Adams en Thomas M. Cullen. De geslachtsnaam is afgeleid van het Latijnse ratis, "vlot", een verwijzing naar de Ratites, de loopvogels en vates, "ziener", omdat de ornithomimiden als het ware voorzagen dat er later een groep vogels op ze zouden gaan lijken. De soortaanduiding betekent "ontwijkend" in het Latijn als verwijzing naar het vermogen van het dier om met een snelle gang roofdieren te ontwijken als wel tachtig jaar lang te ontwijken voor een aparte soort te worden aangezien.
Het holotype, ROM 1790, is gevonden in een laag van de onderste Dinosaur Park Formation die dateert uit het late Campanien, ongeveer zesenzeventig miljoen jaar oud. Het bestaat uit een gedeeltelijk skelet met schedel. Bewaard zijn gebleven: de snuit, de dentaria van de voorste onderkaken, de achterste ruggenwervel, zes sacrale wervels, een wellicht aaneengesloten reeks van de zestien voorste staartwervels, het volledige bekken en beide achterpoten minus de rechtertenen. Het gaat om een jongvolwassen individu waarvan de groeilijnen een minimumleeftijd van acht jaar aangeven. Veel botten zijn samengedrukt en beschadigd. Het specimen maakt deel uit van de collectie van het Royal Ontario Museum.

## Beschrijving
De lengte van Rativates is geschat op 3,3 meter bij een gewicht van negentig kilogram. Het linkerdijbeen heeft een lengte van 397 millimeter.
In 2016 stelden de beschrijvers dat de vier volgende kenmerken onderscheidend zijn. De achterste tak van het bovenkaaksbeen heeft een kort en stomp raakvlak met het jukbeen, in plaats van lang en taps toelopend. Bij de middelste staartwervels die een overgang tonen naar de achterste staartwervels zijn de doornuitsteeksels bol afgerond, in plaats van zeer laag en recht afgesneden, en smal in zijaanzicht in plaats van breed. De schachten van de zitbeenderen zijn met hun achterranden vergroeid, een bol vlak vormend. Het onderste uiteinde van het derde middenvoetsbeen heeft aan de voorzijde geen uitholling en op het onderste gewrichtsvlak beziend een rechte bovenrand.
Daarnaast waren er nog twee kenmerken waarin Rativates zich speciaal van Struthiomimus zou onderscheiden die in dezelfde formatie voorkomt. Het voorblad van het darmbeen is lang, even ver naar voren reikend als de onderste punt van de schacht van het schaambeen. Het derde middenvoetsbeen heeft van voren bezien een relatief rechte binnenrand, dus aan de zijde van het tweede middenvoetsbeen.

## Fylogenie
Rativates is in 2016 in de Ornithomimidae geplaatst. Een cladistische analyse kon de positie in de evolutionaire stamboom niet heel precies bepalen. Rativates viel uit in een afgeleide klade met Struthiomimus altus, Qiupalong henanensis, Anserimimus planinychus en Ornithomimus edmontonicus (= Dromiceiomimus brevitertius) zonder dat hun onderlinge verwantschappen verder konden worden verduidelijkt.
Het volgende kladogram toont de positie van Rativates in de evolutionaire stamboom.
|  | Sinornithomimus dongi |
|  | |
|  | Gallimimus bullatus |
|  | |
|  | \| \| Rativates evadens \| \| \| \| \| \| Struthiomimus altus \| \| \| \| \| \| Qiupalong henanensis \| \| \| \| \| \| Ansermimimus planinychus \| \| \| \| \| \| Ornithomimus edmontonicus \| \| \| \| |
|  | |
|  | Rativates evadens |
|  | |
|  | Struthiomimus altus |
|  | |
|  | Qiupalong henanensis |
|  | |
|  | Ansermimimus planinychus |
|  | |
|  | Ornithomimus edmontonicus |
|  | |

|  | Rativates evadens         |
|  |                           |
|  | Struthiomimus altus       |
|  |                           |
|  | Qiupalong henanensis      |
|  |                           |
|  | Ansermimimus planinychus  |
|  |                           |
|  | Ornithomimus edmontonicus |
|  |                           |

|  | Sinornithomimus dongi |
|  | |
|  | Gallimimus bullatus |
|  | |
|  | \| \| Rativates evadens \| \| \| \| \| \| Struthiomimus altus \| \| \| \| \| \| Qiupalong henanensis \| \| \| \| \| \| Ansermimimus planinychus \| \| \| \| \| \| Ornithomimus edmontonicus \| \| \| \| |
|  | |
|  | Rativates evadens |
|  | |
|  | Struthiomimus altus |
|  | |
|  | Qiupalong henanensis |
|  | |
|  | Ansermimimus planinychus |
|  | |
|  | Ornithomimus edmontonicus |
|  | |

|  | Rativates evadens         |
|  |                           |
|  | Struthiomimus altus       |
|  |                           |
|  | Qiupalong henanensis      |
|  |                           |
|  | Ansermimimus planinychus  |
|  |                           |
|  | Ornithomimus edmontonicus |
|  |                           |

|  | Sinornithomimus dongi |
|  | |
|  | Gallimimus bullatus |
|  | |
|  | \| \| Rativates evadens \| \| \| \| \| \| Struthiomimus altus \| \| \| \| \| \| Qiupalong henanensis \| \| \| \| \| \| Ansermimimus planinychus \| \| \| \| \| \| Ornithomimus edmontonicus \| \| \| \| |
|  | |
|  | Rativates evadens |
|  | |
|  | Struthiomimus altus |
|  | |
|  | Qiupalong henanensis |
|  | |
|  | Ansermimimus planinychus |
|  | |
|  | Ornithomimus edmontonicus |
|  | |

|  | Rativates evadens         |
|  |                           |
|  | Struthiomimus altus       |
|  |                           |
|  | Qiupalong henanensis      |
|  |                           |
|  | Ansermimimus planinychus  |
|  |                           |
|  | Ornithomimus edmontonicus |
|  |                           |

|  | Sinornithomimus dongi |
|  | |
|  | Gallimimus bullatus |
|  | |
|  | \| \| Rativates evadens \| \| \| \| \| \| Struthiomimus altus \| \| \| \| \| \| Qiupalong henanensis \| \| \| \| \| \| Ansermimimus planinychus \| \| \| \| \| \| Ornithomimus edmontonicus \| \| \| \| |
|  | |
|  | Rativates evadens |
|  | |
|  | Struthiomimus altus |
|  | |
|  | Qiupalong henanensis |
|  | |
|  | Ansermimimus planinychus |
|  | |
|  | Ornithomimus edmontonicus |
|  | |

|  | Rativates evadens         |
|  |                           |
|  | Struthiomimus altus       |
|  |                           |
|  | Qiupalong henanensis      |
|  |                           |
|  | Ansermimimus planinychus  |
|  |                           |
|  | Ornithomimus edmontonicus |
|  |                           |